# Survivor Series (2017)
Survivor Series (2017) — щорічне pay-per-view шоу «Survivor Series», що проводиться федерацією реслінгу WWE. Шоу відбулося 19 листопада 2017 року в Тойота-центр у місті Х'юстон, Техас, США. Це було тридцять перше шоу в історії «Survivor Series». Десять матчів відбулися під час шоу, три з них перед показом.